# Missions d'enquête au Tibet (1979-1985)
Dans le cadre du dialogue sino-tibétain, entre 1979 et 1985, le dalaï-lama envoya 4 missions d'enquête dans différentes régions du Tibet et deux délégations de pourparlers à Pékin.

## Contexte
En 1979, Deng Xiaoping invita Gyalo Thondup, frère du dalaï-lama, à Pékin et lui indiqua qu'indépendamment de la question de l'indépendance du Tibet, toutes les autres questions pourraient être discutées et tous les problèmes pourraient être résolus. Il proposa que le dalaï-lama envoie des délégations d'enquête au Tibet afin d'observer les conditions de vie des Tibétains. Les autorités chinoises pensaient que les délégations seraient impressionnées par les progrès réalisés au Tibet et par la solidarité des Tibétains avec la nation chinoise.
La falsification de la situation politique en Chine comme au Tibet allait abuser les dirigeants chinois. Ren Rong, secrétaire du parti communiste au Tibet et les cadres de la région autonome du Tibet s'étaient laissé persuader que les « serfs émancipés » étaient heureux sous la loi chinoise, et en gratifiaient le parti pour la modernité. Quand les délégués décriraient les progrès accomplis, le dalaï-lama rentrerait au Tibet et renoncerait à l'indépendance, une concession importante puisqu'il l'avait défendu à l'ONU.

## Les missions

### Première mission
La première mission d'enquête quitta l'Inde le 5 août 1979. Son but était de « tenter de comprendre les nouveaux dirigeants de la Chine et de réconforter les 6 millions de Tibétains au Tibet ». Elle passa plus de trois mois au Tibet, mais ne publia pas ses résultats. Les délégués rapportèrent des films dont certains furent diffusés par la BBC en TV. À Dharamsala, ils montrèrent 10 heures de film et donnèrent un rapport qui dura 18 heures. La délégation rapporta au dalaï-lama que la foi du peuple dans le bouddhisme n'était pas ébranlée et que la majorité continuait de vénérer le dalaï-lama, rêvant d'un Tibet indépendant sous sa direction, leur condition économique était incroyablement pauvre. Parmi les responsables chinois rencontrés par la délégation, Li Xiannian leur dit que la Chine était « désireuse de résoudre le problème tibétain par la discussion et d'aborder toutes les possibilités pour l'avenir ».
En 1979, Juchen Thupten Namgyal dirige la première mission d'enquête au Tibet au cours de laquelle il a visité durant quatre mois, du 24 août au 24 décembre 1979, les trois provinces du Tibet, rencontrant le peuple et enquêtant sur la réalité du terrain au Tibet. Lobsang Dargyal était un des membres de la mission.
Lobsang Samten avait lui aussi fait partie de la première mission d'enquête au Tibet. Il déclara à son retour : « Nous avons vu des choses incroyables et révoltantes. Je suis désespéré. Notre civilisation est anéantie. Si au moins les communistes avaient aidé les gens après cette destruction ! Mais, au contraire, ils ont détruit ce qui existait sans rien nous donner à la place ».
Pendant ce voyage, les membres de la mission rencontrent également le 10e panchen-lama et d'autres officiels tibétains, dont Phuntsok Wangyal qui n'occupait alors qu'un modeste poste administratif sans grand pouvoir.
En septembre 1979, les prisonniers politiques Palden Gyatso et Lobsang Wangchuk qui avaient appris la visite de la délégation à Lhassa décidèrent d’afficher des pétitions réclamant l’indépendance du Tibet. Le 1er octobre, Samten, un autre prisonnier qui s’enfuira au Népal, sortit clandestinement les affiches et en tapissa les murs de Lhassa. Suspectés, ils ne sont pas poursuivis, mais mis sous surveillance.
Les autorités chinoises imposèrent la discrétion sur cette visite, si bien que le dalaï-lama ne mentionne pas ouvertement les contacts entre Pékin et Dharamsala. La première visite révéla la fracture entre les convictions de la classe dirigeante chinoise et la réalité. Pour examiner les raisons de ce dysfonctionnement, en avril 1980, un 1er Forum de travail sur le Tibet est réuni et une mission d'observation dans la RAT dirigée par Hu Yaobang est envoyée.

### Seconde mission
La seconde mission (mai 1980), comprenant 5 jeunes tibétains instruits dont Lobsang Jinpa, Tsering Dorjee, Pema Gyalpo Gyari, et Phuntsok Wangyal, et dirigée par Tenzin Namgyal Tethong, voyagea dans les différentes régions du Tibet pendant plus de 3 mois. Son court rapport mentionnait que « les Tibétains ordinaires mènent toujours une vie d'une pauvreté indescriptible ». Le plus étonnant était la persistance de la foi religieuse au Tibet. Ils rapportèrent que 99 % des monastères et temples avaient été détruits. Dans les villes, il y avait plus de nouvelles maisons que d'anciennes, mais les Tibétains ordinaires ne les habitent pas. Tous les quartiers généraux des districts avaient à leur tête des Tibétains, mais les décisions étaient prises par des Chinois. La délégation ne rencontra aucun Tibétains heureux, ou n'ayant pas une histoire d'oppression ou de souffrance, ni aucun ayant reçu une éducation universitaire durant les 31 dernières années. Au Kham et dans l'Amdo, le Tibétain n'était enseigné dans aucune école, cependant, au Tibet central, il l'était à l'école primaire pendant 3 ans. La délégation ne manqua pas d'observer un processus insidieux de sinisation qui mettait en péril l'avenir de la civilisation tibétaine.
La mission s'acheva le 25 juin 1980 sur un incident, quand un délégué cria que le Tibet était indépendant, et que la foule réagit avec émotion.

### Troisième mission
La 3e mission (juillet 1980) comprenait 7 membres, et était dirigée par la sœur du dalaï-lama, Jetsun Pema. Les délégués voyagèrent durant 3 mois en été 1982. La délégation rencontra des obstacles, confirmant le rapport précédent sur la faiblesse du programme chinois dans le domaine de l'éducation. Leur demande de voir différentes régions agaça Pékin qui souhaitait les confiner aux écoles modèles. Aussi, la 3 mission ne rapporta que des statistiques données par le chinois selon lesquelles il y avait 430 écoles primaires comprenant 17 000 étudiants, 55 écoles intermédiaires avec 10 000 étudiants et 6000 écoles dirigées par les parents avec 200 000 étudiants qui recevaient maintenant des soutiens gouvernementaux, 22 écoles secondaires avec 2 000 étudiants et 4 collèges avec plus de 560 étudiants. Cependant, la délégation ne put visiter que 85 écoles avec 39 844 étudiants, dont seulement 17 660 était tibétains (44 %). De même, sur 2 979 professeurs, seuls 1 024 (30 %) étaient tibétains. Aucune des écoles visitées n'était "comparable au standard des écoles dirigées par les Tibétains en exil".

### Pourpalers à Pékin
La première délégation de pourparlers (avril 1982) passa un mois à Pékin, explorant différentes propositions pour l'avenir du Tibet. Le dalaï-lama a toujours tenté de lier les conditions de son retour au futur statut du Tibet, et si la Chine ne répondait pas à ses demandes minimales, la possibilité d'un retour était annulée. La délégation avait été mise au courant par le dalaï-lama avant leur départ.
En octobre 1984, une deuxième délégation de pourparlers se rend à Pékin.
En 1982 et 1984, en tant que représentant du 14e dalaï-lama, Juchen Thupten Namgyal a dirigé des équipes de négociation à Pékin et a discuté de nombreuses questions importantes avec les responsables chinois, y compris le droit à l'autodétermination du peuple tibétain. Les autres membres de cette délégation comprenaient Phuntsok Tashi Takla et Lodi Gyaltsen Gyari.

### Quatrième mission
Finalement, l'été 1985, la 4e mission dirigée par Kundeling Woeser Gyaltsen et comprenant 6 membres, dont les anciens députés Dra’u Pon Rinchen Tsering et Amdo Kalden, Alak Jigme Lhundup vice-président, Tenzin Phuntsok Atisha et Thubten Samphel, fut envoyée pour enquêter sur les conditions dans l'Amdo. Son rapport fut le plus effrayant. Cette mission posait la question de savoir si les Tibétains rencontreraient le même sort que les Mandchous et les Mongols. Avant de quitter la Chine pour regagner l'Inde, Kundeling pensa opportun de revoir des personnalités qu'il avait connu au Tibet avant 1959, dont le 11e panchen-lama, Ngabo Ngawang Jigme et Phuntsok Wangyal. Mais, constamment surveillés, il s’avéra impossible de parler librement avec eux.

### Rupture du dialogue
Des négociations tibéto-chinoises avec l'assistance pour la partie tibétaine de Michael van Walt van Praag devaient se tenir à Genève en janvier 1989, mais elles furent annulées par Pékin, marquant la fin d'un dialogue initié 10 ans plus tôt.